# Festus Onigbinde
Festus Adegboye Onigbinde (Modakeke, 5 marzo 1938) è un allenatore di calcio nigeriano.

## Carriera
Ha allenato la Nazionale di calcio della Nigeria dal 1982 al 1984 e nel 2002, guidandola nel campionato del mondo 2002 in Giappone e Corea del Sud. Nel corso di questa competizione, ha rimediato due sconfitte contro Argentina e Svezia ed un pareggio contro l'Inghilterra, che hanno comportato l'eliminazione della Nigeria ed il peggior risultato di sempre della nazionale africana nella fase finale dei Mondiali di calcio.